# Manuel Kneepkens
M.M.M. (Manuel) Kneepkens (Heerlen, 26 februari 1942) is een Nederlands dichter, publicist, politicus en jurist-criminoloog.

## Levensloop
Kneepkens is geboren in een rooms-katholiek gezin. Na het gymnasium op het Bernardinuscollege ging hij in Leiden rechten en criminologie studeren. In 1971 vertrok hij naar de Erasmusuniversiteit in Rotterdam. Daar was hij 23 jaar docent strafrecht en criminologie. Hij trok de aandacht met activiteiten voor de Coornhert-Liga, waarvan hij deel uitmaakte van 1973 tot 1984. In dat jaar werd hij als voorzitter opgevolgd door Gerard Spong. Kneepkens was in 1985 ook mede-organisator van het Tribunaal voor de Vrede over de kruisrakettenkwestie.
Van 1992 tot 1994 was hij partijvoorzitter van De Groenen.
Kneepkens verliet de universiteit als docent in 1994. Tot 2006 was hij gemeenteraadslid in Rotterdam; nadat hij samen met Willem Kruk, Jim Postma en Hans van Heel de Stadspartij Rotterdam had opgericht. Vanaf 2002, met de komst van Leefbaar Rotterdam, zijn er roerige jaren geweest, mede doordat Kneepkens zich sterk keerde tegen Pim Fortuyn. Niet alle leden van de Stadspartij waren het met hem eens. Kneepkens was aanvankelijk voorzitter van het district Rotterdam van Leefbaar Nederland (LN), maar stapte uit de partij toen LN Fortuyn tot lijstaanvoerder koos. In plaats daarvan hielp hij een nieuwe landelijke partij op te richten, Duurzaam Nederland.
Met zijn vertrek uit de gemeenteraad in 2006 was het tevens afgelopen met de Stadspartij. In zijn twaalf jaren als raadslid trachtte Kneepkens ‘enige poëzie in de gemeenteraad te brengen’. Soms deed hij dat door een motie in dichtvorm voor te lezen. Kneepkens was als stadspoliticus ook de geestelijke vader van een stroom fantasierijke voorstellen. De twee bekendste ideeën van de dichter-criminoloog die brede politieke steun verwierven zijn de markering van de Brandgrens Rotterdam en het Marten Toonder-monument.
M.M.M. Kneepkens heeft veel betekend voor de positie van Rotterdam in cultureel opzicht. Zo was hij onder andere stichter en mede-oprichter van de poëziebank, 'de bank voor al uw geestelijk kapitaal, een bank die niet kan omvallen'. Hierin kon elke levende Nederlandstalige dichter één met de hand geschreven gedicht opslaan, 'als waardepapier voor altijd'. Op 17 september 2010 werd de Poëziebank bij literair café Tsjechov in Rotterdam-Katendrecht feestelijk in gebruik genomen door centraal bankier en toen president van De Nederlandsche Bank, drs. Nout Wellink.
In 2006 eerde de stad Rotterdam Kneepkens voor zijn verdiensten met de Wolfert van Borselenpenning.
Op 28 oktober 2012, de verjaardag van Erasmus, onderscheidde het comité Erasmus, Icoon van Rotterdam hem met de Lof-der-Zotheidsspeld.
Manuel Kneepkens is als dichter, tekenaar/illustrator en publicist nog op diverse terreinen actief. Tot 2016 was hij o.a. mederedacteur bij de website Rotterdam Vandaag & Morgen en columnist van het VNG-magazine, maandblad van de Vereniging van Nederlandse Gemeenten. Momenteel schrijft hij voor Stadslog 010 en verzorgt hij voor Literair Heerlen de Noordermaasberichten.
Meer dan twintig galerieën, boekhandels en openbare kunstinstellingen in Rotterdam, Maastricht en andere plaatsen wijdden afgelopen jaren ook een afzonderlijke tentoonstelling aan de pentekeningen van de dichter.

### Poëzie
- Tuin van eetlust (1976, Amsterdam/De Bezige Bij)
- Oorlogsprins (1982, Amsterdam/De Bezige Bij)
- Gedichten tegen de atoomoorlog (1985, Rotterdam/Tribunaal voor de Vrede)
- Zwart feest (1985, Landgraaf/Herik)
- Au pays du tendre Mosan noir (1993, Landgraaf/Herik)
- Landschap met vakantie (1996, Baarn/De Prom)
- Zuiderlinks (1999, Rotterdam/Bèta Imaginations)
- Het Dolfijnenkostuum (2003, Rotterdam/A.Donker)
- 'Mr' (2005, Rotterdam/Tortuca Cahier)
- Beestjes (2006, Rotterdam/Testudo)
- De Lustgouverneur (2006, Nijmegen-Utrecht/BnM)
- Vrouwen & Rotterdammers (2007, Rotterdam/Douane)
- Een vrolijk dierenalfabet (2009, Rotterdam/Douane)
- Een zomer voor alle seizoenen (2012, Utrecht/De Contrabas)
- Kaleidoscopie van een Jaar (2014, Utrecht/De Contrabas)
- Trompenburg, tuinen & arboretum (2016, Utrecht/De Contrabas)
- Zuid-Limburg aan Zee (2017, Dordrecht/Liverse)
- Een lange neus - gedichten & beelden (2017, Maastricht-Amsterdam/Azul Press, uitgave t.g.v. de 75ste verjaardag van de auteur)
- De Risografische Gedichten (2018, uitg. Courant)

### Proza
- In het Rijk van de Demonen - over het bombardement van Rotterdam (1993, Rotterdam/A. Donker)
- Luchtschepen & Schandalen - vier en een half jaar poëtische strijd contra de Rottocratie (2000, Baarn/De Prom)
- Het Boek Foutu, kroniek van een poëtisering (2012, Rotterdam/Douane)
- De Diepslaper - verhalen (2017, Dordrecht/Liverse)

### Overig
- Oranje Blues - onder het pseudoniem 'Elsbeth Lambermont' (2010, Rotterdam/Douane)